# كريس شو
كريس شو (بالإنجليزية: Chris Shaw)‏ هو مصور بريطاني، ولد في 1967.